# Rhyssa alpina
Rhyssa alpina är en stekelart som beskrevs av Wang och Hu 1993. Rhyssa alpina ingår i släktet Rhyssa och familjen brokparasitsteklar. Inga underarter finns listade i Catalogue of Life.